# Frank Weiße
Frank Weiße (* 25. Dezember 1949 in Leipzig) ist ein ehemaliger deutscher Fußballspieler. In der höchsten Spielklasse des DDR-Fußballs, der Oberliga, spielte er für den 1. FC Lokomotive Leipzig. Für den DFV war er in der U-18-Nationalelf aktiv.

## Sportliche Laufbahn

### BSG- und Clubstationen
Bereits als 18-Jähriger bestritt Frank Weiße seine ersten Spiele in der DDR-Oberliga. Für den 1. FC Lok Leipzig wurde er gegen Ende der Saison 1967/68 in drei Begegnungen als Stürmer eingesetzt, zweimal nur als Einwechselspieler. Zur Saison 1968/69 wurde er offiziell in den Oberligakader aufgenommen, kam jedoch zwischen dem 7. und 17. Spieltag nur in acht Oberligaspielen zum Einsatz. Daneben spielte Weiße zweimal im DDR-Fußballpokal und schoss dort auch sein erstes Tor für den 1. FC Lok. Am Saisonende musste der FC in die DDR-Liga absteigen, schaffte aber den sofortigen Wiederaufstieg und erreichte auch das Pokalendspiel. Am Aufstieg war Weiße mit 16 Ligaeinsätzen bei 30 Runden und einem Tor beteiligt. Zu seinen drei Pokaleinsätzen, in denen er drei Tore schoss, gehörte auch das Viertelfinalspiel Dynamo Dresden – 1. FC Lok. Beim 2:1-Sieg der Leipziger wurde er in der 62. Minute eingewechselt, kam aber nicht mehr zum Torerfolg. In der Spielzeit 1970/71 gehörte Weiße nicht mehr zum Oberligakader und spielte stattdessen mit der 2. Mannschaft in der drittklassigen Bezirksliga.
Von der Saison 1971/72 an spielte Weiße für die Armeesportgemeinschaft ASG Vorwärts Leipzig in der DDR-Liga. In seinen drei Spielzeiten als Armeefußballer wurde er als Abwehrspieler eingesetzt und bestritt von 64 ausgetragenen Ligaspielen 53 Partien und erzielte zwei Tore. 1973 war die ASG Staffelsieger geworden und beteiligte sich an der Aufstiegsrunde zur Oberliga, konnte sich aber als Turnierletzter nicht qualifizieren. Von den acht Aufstiegsspielen absolvierte Weiße sechs Begegnungen und kam zu einem Torerfolg. Zu Beginn der Saison 1974/75 kehrte er zum 1. FC Lok Leipzig zurück, dessen 2. Mannschaft inzwischen ebenfalls in der DDR-Liga spielte. Dort kam Weiße in 15 der 22 Ligaspiele weiter als Abwehrspieler zum Einsatz ohne ein Tor zu erzielten, anschließend stieg die Mannschaft wieder in die Bezirksliga ab. Seine letzte Saison im DDR-weiten Spielbetrieb verbrachte Weiße 1975/76 beim DDR-Ligisten Chemie Böhlen, bestritt dort aber nur noch zwei Ligaspiele. Im Alter von nur 26 Jahren beendete er danach seine Laufbahn als Leistungsfußballer. Innerhalb von neu Spielzeiten hatte er elf Oberligaspiele und 86 DDR-Ligaspiele absolviert und in der DDR-Liga drei Tore erzielt.

### Auswahleinsätze
Mit der DDR-Juniorennationalmannschaft weilte er im April 1968 beim UEFA-Juniorenturnier, der inoffiziellen Europameisterschaft in dieser Altersklasse. Die DDR-U-18, für die er insgesamt neunmal auflief (ein Treffer), mit den Trainern Manfred Pfeifer und Heinz Weber schied in Südfrankreich ohne Sieg in der Vorrunde aus.